# Flimby
Flimby är en by i civil parish Maryport, i grevskapet Cumbria i England. Orten hade 1 699 invånare år 2020. Parish hade 2 066 invånare år 1951. Flimby var en civil parish fram till 1934 när blev den en del av Maryport.